# Thobwa
La thobwa és una beguda fermentada pròpia de les gastronomies de Malawi i de Zàmbia. Es tracta d'un líquid d'aspecte lletós, amb gust de cereals i de textura granulosa, preparat a partir de blat de moro blanc amb o bé farina de mill o bé de sorgo.
Encara que no té contingut alcohòlic, es considera una cervesa molt dolça i quan es deixa reposar durant quatre o més dies es converteix en mowa, una cervesa més forta i de graus alcohòlics, també molt popular en la cultura malawiana. El seu consum en certs esdeveniments socials és motiu d'estudi i d'investigació, perquè té un impacte sobre els drets humans, tant els de les dones com els dels infants.
La thobwa no s'ha de confondre amb la togwa, que és una beguda semblant de Tanzània i feta també de blat de moro o de mandioca i alhora amb farina de mill. De vegades, però, ambdues segueixen protocols de fabricació industrial prou semblants.

## Procés de preparació
La thobwa es prepara amb un 80% d'aigua bullent i farina de blat de moro blanca de gra sencer (m'gaiwa) fins que dona pas a una textura semblant a les farinetes (phala). S'hi afegeix progressivament més aigua i llavors es deixa refredar fins als 60 °C entre uns minuts i fins a passades dues hores. A continuació, s'hi barreja la farina de mill i aquesta mescla es bull novament i es deixa reposar dins d'una olla d'argila grossa (mbiya) o metàl·lica en un lloc fresc (no refrigerat) durant prop de dos dies, abans de poder ser servida.
Un cop reposada, la thobwa dins de l'olla es torna molt llefiscosa i espessa i es pot diluir i reescalfar en aigua. Es pot servir tant freda com calenta, sense necessitat d'ensucrat addicional perquè ja manté un regust natural dolç.
Cal tenir en compte que una de les parts més rellevants del procés, quan es prepara industrialment, és la formació de les farinetes: són una pasta fermentada naturalment que duu a terme una fermentació làctica (és a dir, hi actuen bacteris de l'àcid làctic), cosa que li confereix un determinat color marronós i un gust d'umami i salat. Per aquest motiu, és important monitorar-ne el pH, que s'ha de trobar vora el 4,5.
Si bé durant el primer dia s'anomena kufulula mowa i durant el segon, tsiku lophika mowa, no és fins al quart dia de fermentació —la thobwa s'acaba del segon cap al tercer dia— que, en afegir malt a la mescla o deixar-la simplement oberta a temperatura ambient, dona pas a un preparat (chinya o mutaba) i a la cervesa pròpiament dita i de contingut alcohòlic, la mowa o moba.

## Beneficis i riscos
El mill té un índex glucèmic baix i les dietes riques en aquest aliment, com les que inclouen un consum habitual de thobwa, són beneficioses per a prevenir la diabetis de tipus 2. Endemés, aquesta beguda conté cereals que han patit un procés equivalent a la germinació, la qual cosa fa que llurs nutrients siguin més digeribles, especialment els complexos de vitamina B. També és una font significativa d'energia i d'àcid fòlic comparada amb altres líquids habituals en la dieta malawiana.
|                            | Energia (kcal) | Proteïna (g) | Ferro (mg) | Vitamina A (μg RAE) | Àcid fòlic (μg DFE) |
| -------------------------- | -------------- | ------------ | ---------- | ------------------- | ------------------- |
| Ous                        | 6,8            | 0,6          | 0,1        | 8,4                 | 1,5                 |
| Llet en pols reconstituïda | 4,1            | 0,4          | -          | 0,1                 | 0,6                 |
| Llet fresca                | 2,9            | 0,2          | -          | 1,6                 | 0,3                 |
| Thobwa                     | 10,6           | 0,1          | -          | -                   | 1,5                 |

D'altra banda, se sap que els bacteris productors de l'àcid làctic que conté la thobwa són beneficiosos contra la proliferació de diferents microorganismes patògens en pastes de soia alimentàries, com ara el doenjang. Els seus inòculs durant la fermentació d'aquests altres productes permeten eliminar-ne significativament la quantitat de Bacillus cereus, incrementar-ne la biodisponibilitat d'aminoàcids lliures i millorar-ne les propietats nutricionals, per bé que amb acceptació organolèptica menor dels consumidors i no suficient per a reduir encara més l'aparició d'Escherichia coli.
Tanmateix, atès el seu elevat consum —també per part d'infants— i la seva preparació sovint en entorns no del tot higienitzats i en interseccions urbanes qualssevol, la presència d'aflatoxines n'és un factor de risc. L'aigua n'és el factor de risc principal i s'han documentats diversos brots de febre tifoide pel consum de thobwa al lloc de treball, preparat amb aigua de riu contaminada, com un que afectà 350 persones l'any 2012 als encontorns de la mina de Kaziwiziwi malawiana. Malgrat que la primera ebullició dels cereals en aigua contribueix a reduir prop d'un terç aquestes toxines i que la posterior fermentació en suposa gairebé una reducció addicional del 40%, els estudis microbiològics han determinat que, de vegades, el seu contingut final és encara massa elevat per a garantir-ne la seguretat alimentària.

## Consum social
La thobwa té la farina de blat de moro com a ingredient principal i això li confereix un gust intens de cereals i també produeix una sensació d'atipament. És una beguda consumida arreu de Malawi i també transversal generacionalment, popular en totes les franges d'edat, des de la mainada fins a la gent gran; és valorada com a font d'energia diària i es ven en ampolles de plàstic reciclades a les ciutats i en recipients d'argila als pobles i zones més rurals. La thobwa es beu també al llarg de tot l'any, per bé que principalment en els mesos calorosos, del setembre al novembre, i especialment per a donar la benvinguda als visitants. Pel seu prestigi i arrelament cultural, és una de les begudes més freqüents i més preuades en casaments i altres diades.

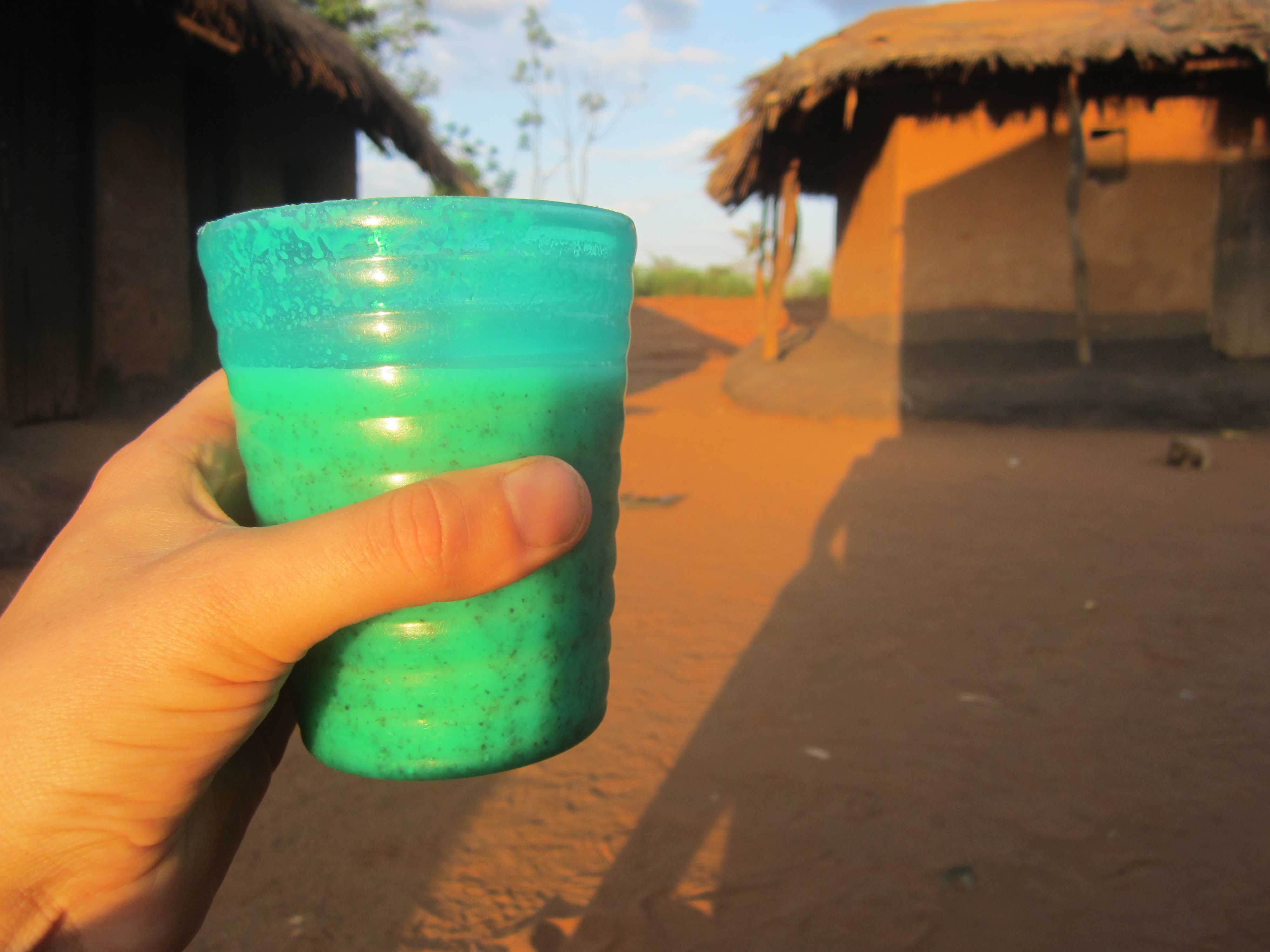
Un got de thobwa preparat a la vila rural malawiana de Champiti.

Una altra aplicació social que algunes comunitats de Malawi li confereixen a la thobwa és la d'enfortir la vigorositat masculina després de la circumcisió. En segons quins indrets malawians, infants àdhuc a sis anys són circumcidats i se'ls fa romandre curant la ferida del penis durant en un temps en un espai anomenat thedzo. Un cop curats i alliberats d'aquest thedzo, se'ls encoratja a mantenir relacions sexuals amb alguna noia i se'ls fa beure una presumpta variant medicinal de la thobwa, coneguda com a thobwa la mankhwala, perquè els millori la libido.
Per altra banda, és la beguda per excel·lència als enterraments. Després de donar sepultura al cos del difunt, és comú repartir un got de thobwa entre tots els assistents, un ritual que marca la fi del dol. A més a més, també és tradició de vessar una mica d'aquesta beguda per la roba del difunt abans que altri la pugui reutilitzar, com a símbol de purificació i neteja espiritual. En les dones que queden vídues, també és la beguda que marca la fi del procés de dol: beuen thobwa abans que la família del seu difunt marit les despullin de la roba de marriment i procedeixin a rapar-li tot el cabell amb una fulla d'afaitar.